# Татар-Улкановский сельсовет
Татар-Улкановский сельсовет — муниципальное образование в Туймазинском районе Башкортостана.
Административный центр — село Татар-Улканово.

## История
Согласно «Закону о границах, статусе и административных центрах муниципальных образований в Республике Башкортостан» имеет статус сельского поселения.

## Население
| 2002  | 2009  | 2010  | 2012  | 2013  | 2014  | 2015  |
| ----- | ----- | ----- | ----- | ----- | ----- | ----- |
| 1983  | ↗2121 | ↗2182 | ↘2160 | ↗2164 | ↗2214 | ↘2111 |
| 2016  | 2017  | 2018  |       |       |       |       |
| ↘2103 | ↗2105 | ↗2186 |       |       |       |       |

## Состав сельского поселения
| №  | Населённый пункт | Тип населённого пункта       | Население |
| -- | ---------------- | ---------------------------- | --------- |
| 1  | Татар-Улканово   | село, административный центр | ↗691      |
| 2  | Верхний Сардык   | село                         | ↗406      |
| 3  | Аднагулово       | село                         | ↘258      |
| 4  | Нижний Сардык    | деревня                      | ↘209      |
| 5  | Тирян-Елга       | деревня                      | ↗189      |
| 6  | Чуваш-Улканово   | деревня                      | ↗158      |
| 7  | Бикметово        | село                         | ↘109      |
| 8  | Казнаковка       | деревня                      | ↗77       |
| 9  | Киска-Елга       | деревня                      | ↗71       |
| 10 | Малое Бикметово  | деревня                      | ↘14       |
| 11 | Салкын-Чишма     | деревня                      | →0        |

## Инфраструктура
На территории сельского поселения Татар-Улкановский сельсовет расположены:
- 1 МБОУ «СОШ с. Татар-Улканово»;
- 1 филиал МБОУ «СОШ с. Татар-Улканово» «ООШ д. Нижний Сардык»;
- 1 МБОУ «Начальная школа-детский сад с. Верхний Сардык»;
- 1 МБОУ филиал «СОШ с. Тюменяк» «НОШ д. Тирян-Елга»;
- 1 отделение Сбербанка России в с. Татар-Улканово;
- 2 отделения «Почты России»: в с. Татар-Улканово, в с. Верхний Сардык;
- 7 фельдшерско-акушерских пунктов в с. Татар-Улканово, в д. Чуваш-Улканово, с. Аднагулово, в с. Бикметово, в д. Нижний Сардык, в с. Верхний Сардык, в д. Тирян-Елга;
- 2 сельских дома культуры в с. Татар-Улканово, в с. Верхний Сардык;
- 3 мечети: в с. Татар-Улканово, в с. Аднагулово, в с. Верхний Сардык;
- 13 магазинов, которые снабжают население повседневными товарами.

## Известные уроженцы
- Мирзагитов, Асхат Масгутович (13 октября 1904 — 24 ноября 1989) — башкирский драматург, актёр, переводчик, председатель правления Союза писателей БАССР (1973—1988), Председатель Президиума Верховного Совета Башкирской АССР X и XI созывов (1980—1989)[17][18].
- Сафуанов, Суфиян Гаязович (1931—2009) — писатель, филолог, литературовед, член Союза писателей БАССР (1963), Заслуженный деятель науки Башкирской АССР (1981)[19][20][21].

## Достопримечательности
- Туймазинское водохранилище — расположено в долине реки Нугуш. Построено в 1967 году, является основным источником питьевой воды для Туймазинского района. Территория Нугушского водохранилища входит в состав Национального парка «Башкирия»[22][23][24].